# Hiramoto Kazuki
Hiramoto Kazuki (sinh ngày 18 tháng 8 năm 1981) là một cầu thủ bóng đá người Nhật Bản.

## Giải vô địch bóng đá U-20 thế giới
Hiramoto Kazuki được triệu tập vào đội tuyển U-20 Nhật Bản tham dự Giải vô địch bóng đá U-20 thế giới 2001.